# Tiệm bánh Hoàng tử bé 2
Tiệm bánh Hoàng tử bé 2 là một bộ phim truyền hình Việt Nam được phát sóng lần đầu trên kênh VTV9 vào năm 2014. Đây là phần tiếp theo của bộ phim sitcom Tiệm bánh Hoàng tử bé năm 2013. Phim tiếp tục làm theo đề tài phim thần tượng, ca nhạc.

## Nội dung
Phim tiếp tục nói về cuộc sống của nhóm nhạc Tiramisu cũng là các nhân viên của tiệm bánh Hoàng tử bé ở tầng trệt khu chung cư Ngàn Sao (chung cư Tôn Thất Thuyết trên thực tế) nằm ven sông Sài Gòn.

## Sự thay đổi
Nhân vật San San của phần trước được giữ lại. Các nhân vật Lucy, Hòa Quân, Kevin, Andrei được thay thế bằng ba nhân vật mới là Pink, Lam và Sao. Trong tập cuối Andrei, Lucy, Hoà Quân có xuất hiện với tư cách khách mời.

## Diễn viên
Các vai chính:
- Ngọc Thảo vai San San
- Lê Hạ Anh vai Pink
- MLee vai Lam
- Thùy Dương vai Sao

Các vai phụ:
- Đại Nghĩa vai ông Bỉu
- Hạnh Thúy vai Hoa
- Xuân Lan vai Linda Kiều
- Phi Phụng vai bà Mị
- Diễm Châu vai Maika
- Thái Quốc vai ông Tráng
- Công Dương vai Kim
- Tăng Nhật Tuệ vai Hoan
- Huy Ma vai Subin
- Âu Thành Cát vai Andrei (Khách mời)
- Phương Bella vai Lucy (Khách mời)
- Văn Anh Duy vai Hòa Quân (Khách mời)

## Nhạc phim
- Bài hát mở đầu: Tiramisu Here We Are (Phiên bản mới)
- Bài hát cuối phim: Những Cô Nàng Xinh Đẹp